# Partenavia P-86 Mosquito
Il Partenavia P.86 Mosquito era un aeroplano civile per addestramento a due posti, realizzato nel corso degli anni ottanta del XX secolo, e rimasto allo stadio di prototipo.

## Storia del progetto
Progettato dall’ingegnere Luigi Pascale della Partenavia, società allora facente parte del gruppo gruppo Aeritalia, come velivolo da addestramento leggero biposto destinato al mercato dell'aviazione civile. Il prototipo effettuò il suo primo volo il 27 aprile 1986.

## Descrizione tecnica
Il Partenavia P.86 Mosquito era un monoplano ad ala alta con trave di coda a doppio impennaggio verticale. Il carrello d'atterraggio era triciclo, anteriore, fisso. La cabina di pilotaggio, cui si accedeva da una porta situata su ambo i lati della fusoliera, poteva accogliere fianco a fianco allievo pilota ed istruttore. Il propulsore era un KFM 112M a 4 cilindri, raffreddati ad aria, erogante la potenza di 60 hp (46 kW), ed azionante un’elica bipala.

## Impiego operativo
Per la costruzione in serie del modello P.86 Mosquito, nel corso del 1988 la Partenavia fondò in joint venture, insieme alla Tecnam e alla Avio Interior, la società Aviolight con lo scopo di produrre una serie iniziale di 100 velivoli P.86, dotati di più potenti propulsori Limbach L2000 da 75 hp (56 kW), in vista di ulteriori sviluppi. A causa di problemi finanziari, che portarono la Partenavia al fallimento nel corso dello stesso anno, il prototipo rimase l’unico esemplare prodotto.

### Annotazioni
1. ↑  In alternativa era prevista l’installazione del Continental O-160.
2. ↑  Il costo del velivolo variava dai 50 ai 60 milioni di lire dell’epoca.
3. ↑  Il motore Limbach L2000 fu provato in volo sull’unico prototipo costruito.
4. ↑  Sulla rivista Flight International del 31 maggio 1986 apparve la notizia che era in corso la costruzione di parti per la realizzazione di 10 esemplari da destinare all'esportazione sul mercato civile indiano.

### Fonti
1. 1 2 3 4  Taylor 1989, p. 160.
2. ↑  Taylor 1989, p. 916.
3. 1 2  Flight International n.4003, 22 march 1986, p. 19.
4. ↑  Simpson 1995, p. 276.

### Periodici
- (EN) Partenavia Rolls Out Mosquito, in Flight International, vol. 129, n. 4003, Sutton, Transport Press, 22,  p. 19.